# Malgomaj Eldistribution
Malgomaj Eldistribution var ett företag som distribuerade elström till företag och hushåll i södra Lappland i början och mitten av 1900-talet. Företaget hade sitt säte i Strömnäs, Lappland.
Gubbseleforsens kraftverk började byggas ut år 1923 av Vilhelmina Elektriska Kraftaktiebolag (VEKAB). Under slutet av 1800-talet och början av 1900-talet brukade kraftbolagen själva stå för distributionen, men kostnaderna för detta var ofta höga. Kungliga Vattenfallsstyrelsen, sedermera Vattenfall, var ett av de kraftbolag som sökte uppmuntra andra aktörer att stå för distributionen. De kom år 1915 ut med förslag till tekniska lösningar som standard i elektriska distributionssystem.
Elektrifieringen av Sverige utanför städerna understöddes, förutom av Vattenfall, av bland andra Riksföreningen för Landsbygdens Elektrifiering och intresseorganisationen FERA (Föreningen för elektricitetens rationella användning). Riksförbundet Landsbygdens folk (RLF) samt Sveriges Lantbruksförbund (föregångare till LRF) stödde också utbyggnaden av el på landsbygden. 
För distribution av elen skapades Malgomaj Eldistribution. Nils Eugen Grahn, VD för företaget, var aktiv inom Hushållningssällskapet samt Sveriges Lantbruksförbund. Företaget Malgomaj Eldistribution kunde därför få råd och riktlinjer med hur de skulle bygga upp distributionen. För att finansiera utbyggnaden såldes andelar i företaget till invånarna i byarna.
I det svenska eldistributionsnätet förekommer fyra kategorier av spänningar. Först transformeras strömmen upp till högspänning vid kraftverket. Sedan transformeras den ner i flera steg innan den når kunden. Kablar drogs i väglöst land till byar längs med vattendragen fram till Stalon och ett stort antal transformatorer och ställverk byggdes upp. Det blev ett omfattande projekt som ledde till stora kostnader. Delägarna blev irriterade över att den information de fått från bland andra Vattenfall och FERA inte tillräckligt betonade de kostnader det skulle innebära. Det var inte ovanligt att sådan kritik framfördes, och i detta fall var avstånden stora och övrig infrastruktur dålig.
I mitten av 1950-talet beslöt Vattenfall att bygga ut Stalons kraftstation. I samband därmed köptes år 1958 alla aktier i VEKAB och alla andelar i Malgomaj Eldistribution. Vattenfall tog över all infrastruktur.